# Erbito Salavarria
Erbito Salavarria est un boxeur philippin né le 20 janvier 1946 à Manille.

## Carrière
Passé professionnel en 1963, il devient champion des Philippines et champion d'Asie OPBF des poids mouches en 1969 puis champion du monde WBC de la catégorie le 7 décembre 1970 après sa victoire face à Chartchai Chionoi. Salavarria laisse son titre vacant après avoir fait match nul contre Betulio González le 20 novembre 1971. Il remporte ensuite la ceinture WBA aux dépens du Japonais Susumu Hanagata le 1er avril 1975. Battu à son tour par Alfonso Lopez le 2 octobre 1976, il met un terme à sa carrière de boxeur en 1978 sur un bilan de 40 victoires, 11 défaites et 3 matchs nuls.